# 原州機場
原州機場（：／ Wonju Gonghang */?）是大韓民國江原道橫城的一座空軍基地，同時也是小型地方機場。

## 簡介
雖名為原州機場，然而其所在位置卻是江原道橫城郡，大韓航空將原州機場標示為「原州＼橫城」。機場前身為原州空軍基地，建於1975年，並在1997年2月開辦民用航空航線，由大韓航空飛航釜山與濟州航線。隨著江原道地區對外交通改善及中央高速公路開通，機場客源逐年減少，大韓航空遂於2002年中停飛釜山航線，濟州航線亦已於1998年停飛，原州機場從此回復由韓國國軍使用。
2002年底，在地方人士協調下，大韓航空恢復濟州航線並營運至今。

## 航空公司與航點
| 航空公司 | 目的地 |
| -------- | ------ |
| 真航空   | 濟州   |

## 外部連結
- 原州機場 （页面存档备份，存于）（英文）